# Initiative populaire « pour une politique raisonnable en matière de chanvre protégeant efficacement la jeunesse »
L'initiative populaire  « pour une politique raisonnable en matière de chanvre protégeant efficacement la jeunesse » est une initiative populaire suisse, rejetée par le peuple et les cantons le 30 novembre 2008.

## Contenu
L'initiative propose d'ajouter un article 105a à la Constitution fédérale pour dépénaliser la consommation, la possession, la culture et l'achat des « substances psychoactives du chanvre ».
Le texte complet de l'initiative peut être consulté sur le site de la Chancellerie fédérale.

## Déroulement

### Contexte historique
Alors que sa consommation est interdite en Suisse, le cannabis, comme l'a révélé des études menées à la fin des années 1990, est considéré comme une « drogue récréative » largement répandue dans la population et en particulier chez les jeunes.
Devant cet état de fait, une révision de la loi sur les stupéfiants datant de 1951 est soumise au Parlement par le gouvernement en 2001 ; cette révision propose en particulier une dépénalisation de la consommation de cannabis, une réglementation de la culture, de la fabrication et du commerce de celui-ci ainsi qu'un renforcement de la protection de la jeunesse.
Le projet est cependant refusé par le Conseil national qui rejette la dépénalisation. Une tentative de négociation visant à introduire dans la loi les éléments ne posant pas de problèmes dans un premier temps et de se pencher sur les autres points par la suite est également rejetée en juin 2004.
Devant le blocage de la situation, les initiants lancent cette proposition afin de sortir de l'impasse en tentant de régler le problème du cannabis séparément des autres sujets ; ils dénoncent, pour cette substance, « une politique efficace et peu coûteuse axée sur le contrôle », quelque 600 000 Suisses en consomment selon leurs chiffres.

### Récolte des signatures et dépôt de l'initiative
La récolte des 100 000 signatures nécessaires a débuté le 20 juillet 2004. Le 31 janvier 2006, l'initiative a été déposée à la chancellerie fédérale qui l'a déclarée valide le 3 février.

### Discussions et recommandations des autorités
Le parlement  et le Conseil fédéral recommandent tous deux le rejet de l'initiative. Dans son message adressé à l'assemblée fédérale, le gouvernement reconnaît que sa position reflète, pour bien des points, les exigences de cette initiative. Il la rejette cependant d'une part en attente des propositions de la Commission de la sécurité sociale et de la santé publique du Conseil national et d'autre part car, selon lui, la question du cannabis ne devrait pas être traités séparément des autres stupéfiants.
Les recommandations de vote des partis politiques sont les suivantes : 
| Parti politique              | Recommandation |
| ---------------------------- | -------------- |
| Parti bourgeois-démocratique | non            |
| Parti chrétien-social        | oui            |
| Parti démocrate-chrétien     | non            |
| Parti évangélique            | non            |
| Parti libéral                | non            |
| Parti radical-démocratique   | oui            |
| Parti socialiste             | oui            |
| Vert'libéraux                | oui            |
| Union démocratique du centre | non            |
| Union démocratique fédérale  | non            |
| Les Verts                    | oui            |

### Votation
Soumise à la votation le 30 novembre 2008, l'initiative est refusée par la totalité des 20 6/2 cantons et par 63,3 % des suffrages exprimés. Le tableau ci-dessous détaille les résultats par cantons :